# Егнила
Егнила (на гръцки: Άλμα, Алма) е село в Западна Тракия, Гърция в дем Мустафчово.

## География
Селото се намира на южните склонове на Родопите.

## История
Към 1942 година в селото живеят 132 души, всички помаци.